# جيمس بروك (صحفي)
جيمس بروك (بالإنجليزية: James Brooke)‏ هو صحفي أمريكي، ولد في 21 فبراير 1955 في نيويورك في الولايات المتحدة.